# Xenia
Xenia oder Ksenia ist ein griechischer weiblicher Vorname.

## Wortherkunft und Bedeutung
Der Name leitet sich vom griechischen Wort ξενία (die ‚Gastfreundliche‘) bzw. ξένη (die ‚Fremde‘) ab, die gemeinsame Wurzel für Gast und Gastgeber ist typisch. Heute bezeichnet man in Griechenland Fremde als Xeni, die gleichnamigen römischen und russischen Heiligen werden dort beide am 24. Januar unter dem Namen Οσία Ξένη (Osia Xeni) gefeiert.

## Gedenktage
- 24. Januar (orthod., gregorianisch: 6. Februar, nach beiden Hl.; kopt. nach der Xena von Rom)[3][4]
- 11. September (orthod., Heiligsprechung der Xenia von St. Petersburg)[4]
- 27. Dezember, 30. Dezember (armen., nach der Xena von Rom)[3]

## Varianten
- Axinja
- Ksenia, Ksenija, Kseniya
- Oksana / Oxana
- Xena / Xeni
- Xenja, Xenija, Xenchia, Xeniya,

Eine Variante ist der Name Polixenia oder Polyxena, wie z. B. die Schwester der Kassandra hieß.

## Bekannte Namensträgerinnen
Xenia
- Xenia Georgia Assenza (* 1990), deutsche Schauspielerin
- Xenia Beliayeva (* 1980), russische Electro-Musikerin
- Xenia Benevolenskaya (* 1996), deutsche Schauspielerin russischer Herkunft
- Xenia Cullell, spanische Schauspielerin
- Xenia Leonidowna Boguslawskaja (1892–1972), russische Malerin
- Xenia Desni (1897–1962), ukrainische Schauspielerin
- Xenia Borissowna Godunowa (1582–1622), Tochter Boris Godunows
- Xenia Goodwin (* 1994), australische Tänzerin und Schauspielerin
- Xenia Gratsos (1940–2018), griechisch-US-amerikanische Schauspielerin
- Xenia Hausner (* 1951), österreichische Malerin und Bühnenbildnerin
- Xenia Jungwirth (* 1978), deutsche Schriftstellerin
- Xenia Knoll (* 1992), Schweizer Tennisspielerin
- Xénia Krizsán (* 13. Januar 1993 in Budapest) ist eine ungarische Leichtathletin
- Xenia Löffler, deutsche Barockoboistin
- Xenia Matschke (* 1969), deutsche Wirtschaftswissenschaftlerin
- Xenia von Montenegro (1881–1960), Angehörige der Dynastie Petrović-Njegoš
- Xenia Petsitis (* 1967), Entwicklungsingenieurin und Autorin
- Xenia Pörtner (1932–2005), deutsche Schauspielerin
- Xenia Prinzessin von Sachsen (* 1986), deutsche Fernsehpersönlichkeit
- Xenia Seeberg (* 1967), deutsche Schauspielerin
- Xénia Siska (* 1957), ungarische Leichtathletin
- Xenia Smits (* 1994), deutsche Handballspielerin belgischer Herkunft
- Xenia Stad-de Jong (1922–2012), niederländische Leichtathletin
- Xenia Stolz (* 1989), deutsche Leichtathletin
- Xenia von Tippelskirch (* 1971), deutsche Historikerin
- Xenia Tchoumitcheva (* 1987), Schweizer Fotomodell und Unternehmerin russischer Herkunft
- Xenia Tiling (* 1982), deutsche Schauspielerin
- Xenia Wolfgramm (* 1990), deutsche Schauspielerin und Dramaturgin

Ksenia
- Ksenia Dudnikova, usbekische Opernsängerin der Stimmlage Mezzosopran
- Ksenia Roos (* 1984), russische Schachspielerin, spielt seit 2008 für den Deutschen Schachbund
- Ksenia Solo (* 1987), kanadische Schauspielerin
- Ksenia Svetlova (* 1977), russisch-israelische Journalistin und Politikerin der Awoda

## Sonstiges
- Xenia, Figur in der Oper Boris Godunow von Modest Mussorgski
- Xenia Sergejewna Onatopp, Figur in dem James-Bond-Film GoldenEye
- Xenia, Figur in der tschechoslowakischen Kinderfernsehserie Die Märchenbraut
- Xenia Saalfeld, Figur in der ARD-Telenovela Sturm der Liebe
- Xenia di Montalban, Figur bei Gute Zeiten, schlechte Zeiten